# Beauchemin
Beauchemin ist eine französische Gemeinde mit 111 Einwohnern (Stand 1. Januar 2022) im Département Haute-Marne in der Region Grand Est. Sie gehört zum Arrondissement Langres und zum gleichnamigen Kanton Langres. 

## Geografie
Die Gemeinde Beauchemin liegt auf dem Plateau von Langres, etwa neun Kilometer nordwestlich der Stadt Langres. Im Gemeindegebiet von Beauchemin zweigt die Autobahn A5 von der Autobahn A31 ab. Beauchemin ist umgeben von folgenden Nachbargemeinden:
| Marac    | Faverolles                                  | Rolampont       |
| Ormancey | Kompassrose, die auf Nachbargemeinden zeigt | Chanoy          |
| Mardor   | Saint-Martin-lès-Langres                    | Humes-Jorquenay |

## Bevölkerungsentwicklung
| Jahr                       | 1962 | 1968 | 1975 | 1982 | 1990 | 1999 | 2008 | 2018 |
| -------------------------- | ---- | ---- | ---- | ---- | ---- | ---- | ---- | ---- |
| Einwohner                  | 121  | 103  | 95   | 118  | 86   | 109  | 110  | 105  |
| Quellen: Cassini und INSEE |      |      |      |      |      |      |      |      |